# 哈沃爾納鄉
48°04′N 26°39′E / 48.067°N 26.650°E
哈沃爾納鄉（羅馬尼亞語：Comuna Havârna, Botoșani），是羅馬尼亞的鄉份，位於該國東北部，由博托沙尼縣負責管轄，面積96平方公里，海拔高度100米，2007年人口4,943，人口密度每平方公里52人。